# Rana ornativentris
Rana ornativentris (japanisch ヤマアカガエル Yama-Akagaeru, „Berg-Braunfrosch“) ist eine Froschart aus der Gattung der Echten Frösche, die in Japan endemisch ist.

## Beschreibung
Die Kopf-Rumpf-Länge der Frösche beträgt durchschnittlich 6,8 cm (3,6 bis 7,8 cm) bei Weibchen und 4,8 cm (4,2 bis 6,0 cm) bei Männchen. Der Körper ist recht breit. Die Grundfarbe ist an der Oberseite graubraun bis rötlich hellbraun. Der Bauch ist einfarbig weiß oder rötlich braun gefleckt. Ein dunkler Streifen verläuft jeweils vom Nasenloch über das Auge und dahinter breiter diagonal nach unten zum Beinansatz. Die ebenfalls dunklen Pupillen stehen waagerecht. Der Rücken ist mit kleinen Tuberkeln bedeckt. Rücken, Seite und Gliedmaße weisen unregelmäßige, dunkle Flecken auf. Eine helle, dorsolaterale (seitlich am Rücken verlaufende) Falte ist vorhanden, die einen scharfen Knick hinter dem Tympanum (Trommelfell), angrenzend an den dunklen Streifen, aufweist. Die Zehen haben mäßige Schwimmhäute. Männchen haben paarige Schallblasen und einen silbergrau gefärbten Hals. Die braun gefärbten Kaulquappen der Art erreichen eine Gesamtlänge von 4,3 bis 6,0 cm.
Die ähnlich aussehende Schwesterart Rana japonica tritt oft sympatrisch auf. Sie hat im Vergleich zu R. ornativentris glattere Haut und die dorsolaterale Falte weist keinen scharfen Knick am Tympanum auf. Ebenso sind die Schwimmhäute an den Zehen weniger deutlich ausgeprägt. Die Kaulquappen sind ähnlich gefärbt, haben jedoch im Gegensatz zu R. ornativentris auf den Körperseiten je einen schwarzen Punkt. Auch Rana tagoi ist eine ähnlich aussehende, ebenfalls auf den japanischen Hauptinseln vorkommende Art. Rana pirica dagegen hat eine ähnliche Färbung, ist jedoch nördlicher verbreitet als die anderen Arten. Sie hat einen schlankeren Körper als R. ornativentris und ein Kinck der dorsolateralen Falte ist weniger deutlich.
Der Karyotyp von R. ornativentris weist 2n=24 Chromosomen auf.

## Lebensweise

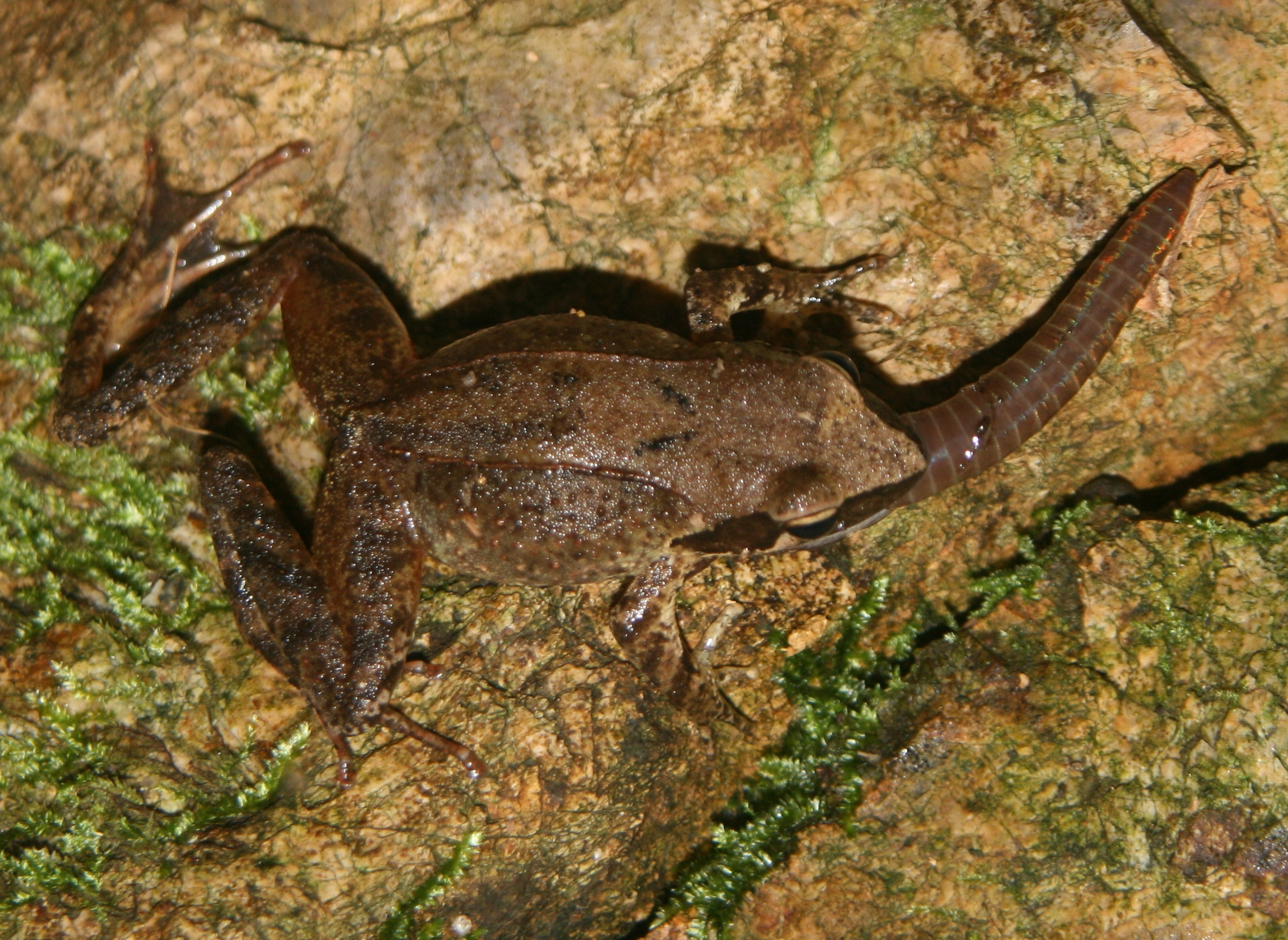
Rana ornativentris mit erbeutetem Regenwurm

Die Frösche leben sowohl in Tieflandebenen als auch hügeligen Gebieten, kommen jedoch hauptsächlich in höheren Lagen vor, sogar bis 2000 m Höhe. Sie ernähren sich von verschiedenen Insekten, Würmern und Schnecken. Die Fortpflanzungszeit dauert nur kurz und liegt abhängig von Höhen- und Breitenlage im Januar bis Ende Juni. Als Laichplätze dienen Stillgewässer wie Reisfelder und Sümpfe, die in tieferen Lagen auch R. japonica aufsucht. Der Paarungsruf der Männchen ist ein relativ hohes, eine halbe Sekunde andauerndes Grunzen, das fünf bis sechs Mal wiederholt wird. Nach der Paarung legen die Weibchen Laichballen mit etwa 1000 bis 1900 dunkelbraunen Eiern, die jeweils einen Durchmesser von 1,5 bis 2,4 mm aufweisen. Die Metamorphose der Kaulquappen zur terrestrischen Form findet bei einer Kopf-Rumpf-Länge von 1,1 bis 2,0 cm in der Regel zwischen Juni und August statt, in höheren Lagen teilweise erst im Herbst. Die Frösche überwintern unter der Erde oder unter Wasser in Stillgewässern. Die Jungtiere erreichen nach zwei bis drei Jahren die Geschlechtsreife.

## Verbreitungsgebiet und Gefährdungsstatus
Das Verbreitungsgebiet erstreckt sich über die japanischen Hauptinseln Honshū, Shikoku und Kyūshū sowie Sado und weitere vorgelagerte Inseln. Auf Hokkaidō kommt die Art nicht vor. Auf Kyūshū fehlt sie in der Präfektur Nagasaki im Nordwesten der Insel.
Die IUCN stuft Rana ornativentis aufgrund des großen Verbreitungsgebiets als nicht gefährdet (least concern) ein, jedoch den Populationstrend durch einen Rückgang geeigneter Lebensräume als abnehmend. Bedrohungen sind trockenere, moderne Reisfelder und der Bau von Straßen und Gräben auf dem Weg zu ihren Laichplätzen. Für den Tierhandel ist die Art nur von geringer Bedeutung. Sie kommt in zahlreichen Schutzgebieten vor.